# کلید قفلی

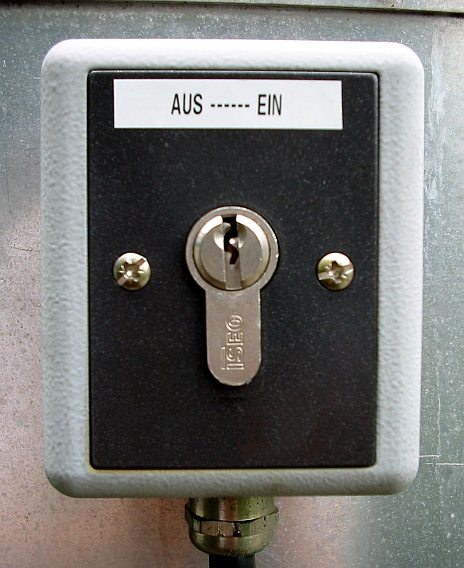
کلید روشن و خاموش

کلید قفلی یا کلید سوئیچی (به انگلیسی: Key switch) گونه‌ای کلید برقی است که بر روی آن قفل نصب قرار دارد و تنها با سوئیچ قابل بازشدن است.
استفاده‌های گوناگونی این کلید دارد. برای مثال در دکمه شلیک موشک هسته‌ای از این نوع کلید استفاده شده‌است.